# Grand-Bassam

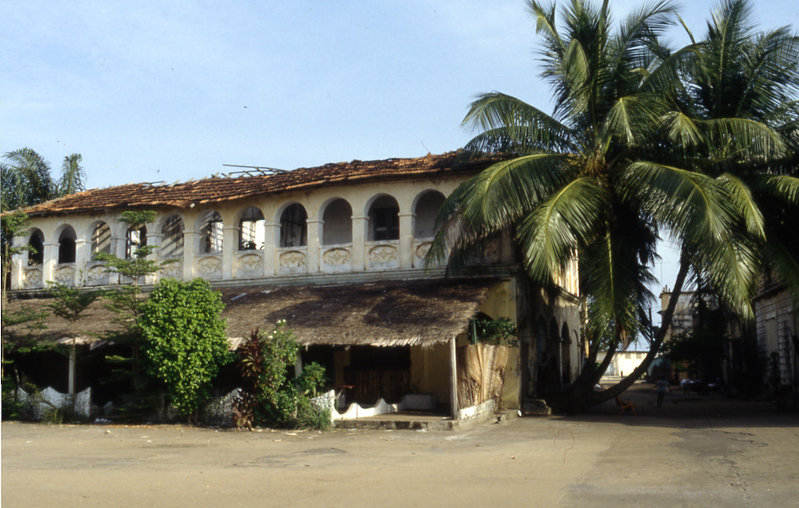
Ein altes Haus aus der Kolonialzeit unter der üppigen Vegetation, trotz deutlichem Zerfall bewohnt bis auf den heutigen Tag.

Grand-Bassam (auf Deutsch auch: Groß-Bassam) ist eine Hafenstadt der Elfenbeinküste an der Atlantikküste (Golf von Guinea), etwa 40 Kilometer östlich von Abidjan. Die Stadt mit ihren heute knapp 84.000 Einwohnern war zu französischen Kolonialzeiten die wichtigste Stadt der Kolonie Elfenbeinküste. Wegen ihrer gut erhaltenen Architektur aus dieser Zeit trägt sie seit 2012 den Titel des UNESCO-Welterbes und ist auch wegen ihrer Strände beliebt bei Touristen und Bewohnern des nahen Abidjan.

## Geographie

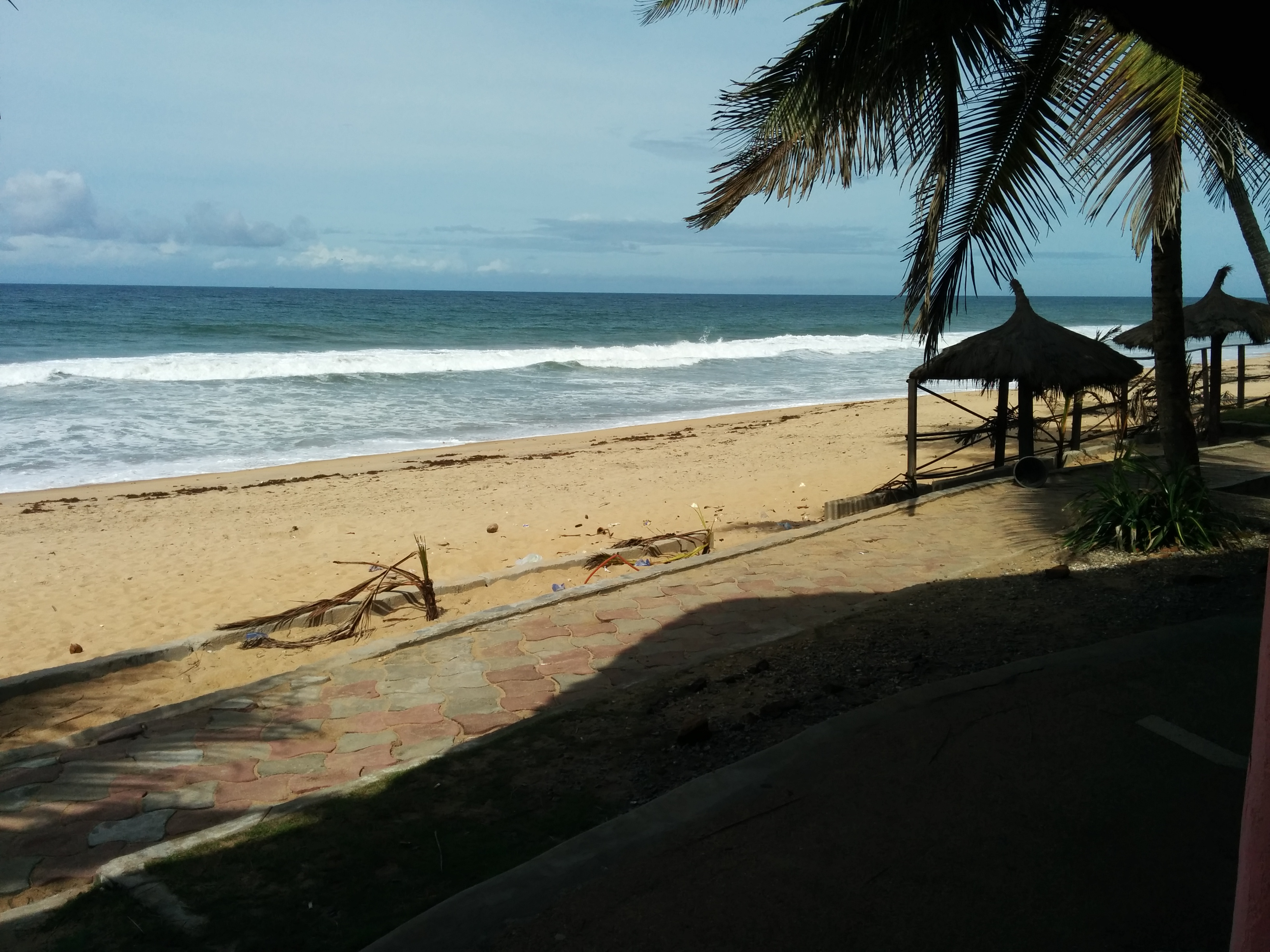
Strand von Grand-Bassam

### Lage
Grand-Bassam liegt im Südosten der Elfenbeinküste am Ufer des Atlantischen Ozeans im Departement Grand-Bassam, das zur Region Sud-Comoé des Distrikts Comoé gehört. Es grenzt im Norden an die Gemeinden Bingerville (im Autonomen Distrikt Abidjan) und Alépé (in der Region La Mé), im Osten an die Gemeinde Bonoua, im Süden an den Atlantik und im Westen wieder an den Autonomen Distrikt Abidjan (mit der Gemeinde Port-Bouët).
Die Fläche der Gemeinde, die identisch mit der der gleichnamigen Unterpräfektur ist, beträgt 11.300 ha, auf denen laut Zensus von 2014 84.028 Menschen leben.
Die Ébrié-Lagune teilt die Stadt in zwei Teile:
- Alt-Bassam (französisch: Ancien Bassam) liegt vor der Lagune und ist die alte Kolonialstadt im französischen Stil des ausgehenden 19. Jahrhunderts. Die Straßen tragen bis auf den heutigen Tag die Namen ehemaliger Kolonisatoren und französischer Gouverneure. Die Architektur gilt als sehenswert, auch wenn vieles vom Verfall bedroht ist. In den letzten Jahren wurden Schritt für Schritt Restaurierungsarbeiten ausgeführt. Am 30. Juni 2012 wurde der historische Teil der Stadt in die Liste des UNESCO-Weltkulturerbes aufgenommen.[2] Der Strand ist stark frequentiert. In der Altstadt ist das Kunsthandwerk ein wichtiger Wirtschaftszweig. Hier steht auch die Kathedrale. Außerdem befindet sich das Nationale Trachtenmuseum der Elfenbeinküste (französisch: Musée national du costume de Côte d'Ivoire) im alten Gouverneurs-Palast, dessen Architektur speziell vor der tropischen Hitze schützen sollte. Das Museum zeigt neben Trachten auch Masken aus verschiedenen Regionen des Landes.
- Als Neu-Bassam (französisch: Nouveau Bassam) bezeichnet man die auf dem Festland liegenden neuen Quartiere, welche mit der Altstadt durch eine Brücke verbunden sind. Hier befindet sich das moderne Stadtzentrum, wo ein Großteil der wirtschaftlichen Aktivitäten stattfindet. Ursprünglich befanden sich hier nur die Unterkünfte der einheimischen Dienerschaft der in Alt-Bassam residierenden Kolonialherren.

### Vegetation
Der Boden ist flach und sandig, von einigen mehr oder weniger sumpfigen Untiefen abgesehen ist die Vegetation der Gemeinde eine mit Bäumen durchsetzte Savanne. Entlang der Küste bestehen Kokospalmenpflanzungen.

### Hydrographie
Die Unterpräfektur Grand-Bassam wird durch den Atlantischen Ozean und drei weitere Wasserläufe bestimmt: die Ébrié-Lagune, deren Seitenarm, die Ouladine-Lagune, an welcher der Leuchtturm gelegen ist und den Fluss Comoé, der seine Quelle in Banfora in Burkina Faso hat.

### Klima
Das Klima ist regenreich. Man unterscheidet vier Jahreszeiten:
- eine große Regenzeit (Mai–Juli)
- eine große Trockensaison (Dezember–April)
- eine kleine Regenzeit (Oktober–November)
- eine kleine Trockenesaison (August–September)

|                       | Jan  | Feb  | Mär  | Apr  | Mai  | Jun  | Jul  | Aug  | Sep  | Okt  | Nov  | Dez  |   |      |
| Mittl. Tagesmax. (°C) | 31,1 | 32,1 | 32,1 | 32,1 | 31,0 | 29,1 | 28,1 | 27,5 | 28,1 | 29,4 | 30,7 | 31,1 | ⌀ | 30,2 |
| Mittl. Tagesmin. (°C) | 22,4 | 23,4 | 23,6 | 23,6 | 23,5 | 22,6 | 22,4 | 21,6 | 22,5 | 23,0 | 23,0 | 22,9 | ⌀ | 22,9 |

| 22,4 |

| 23,4 |

| 23,6 |

| 23,6 |

| 23,5 |

| 22,6 |

| 22,4 |

| 21,6 |

| 22,5 |

| 23,0 |

| 23,0 |

| 22,9 |

| 22,4 |

| 23,4 |

| 23,6 |

| 23,6 |

| 23,5 |

| 22,6 |

| 22,4 |

| 21,6 |

| 22,5 |

| 23,0 |

| 23,0 |

| 22,9 |

## Geschichte

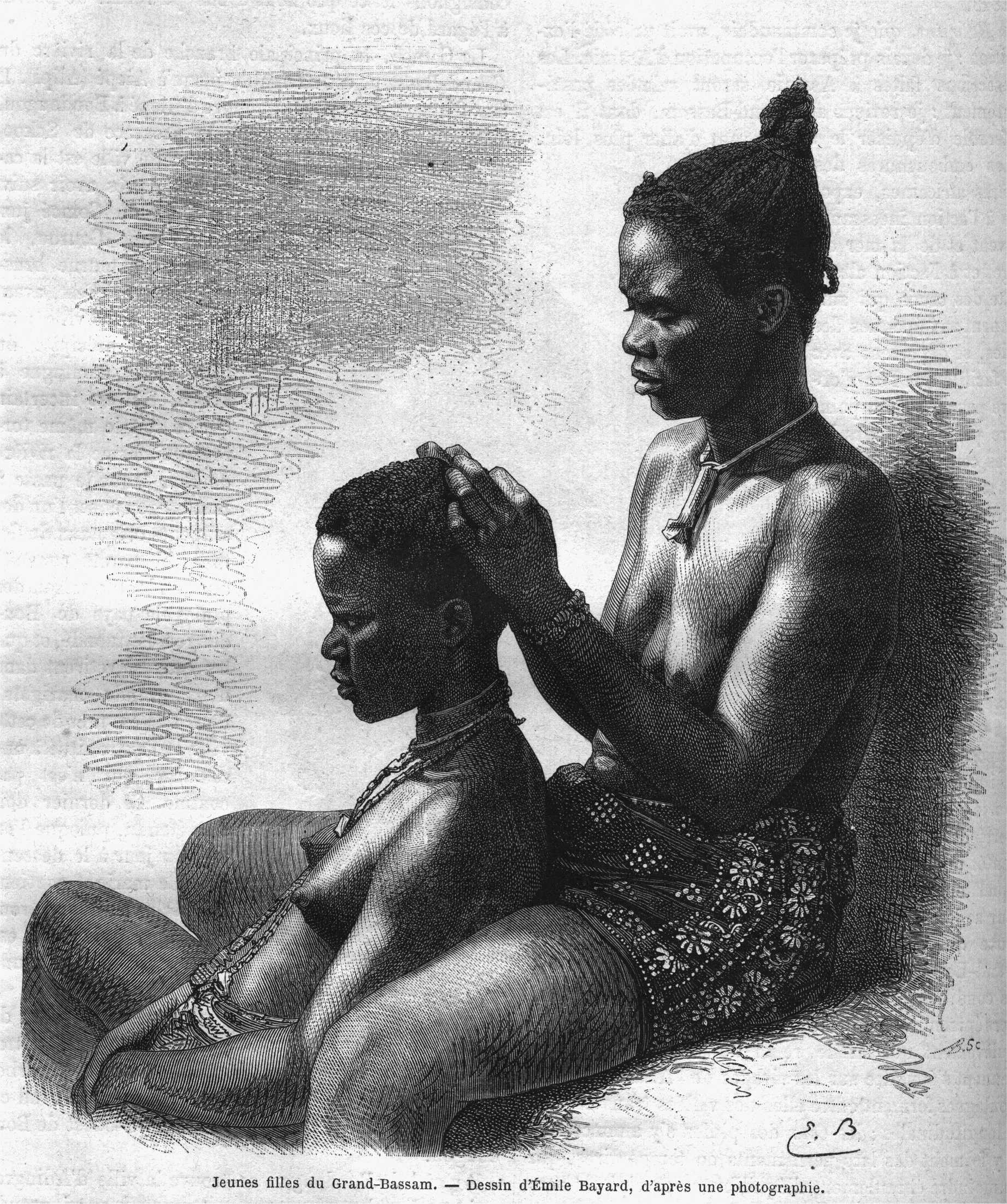
Junge Mädchen aus dem Gebiet von Grand-Bassam, gezeichnet von der ersten französischen Forschungsreisenden, publiziert 1869.

Über den Ursprung des Namens von Bassam gibt es mehrere Theorien. Nach Professor Niangoran Bouah, Ethno-Soziologe, war Bassam keine Ortsbezeichnung. Einerseits könnte es vom N'Zima-Wort Bazouam abstammen, was ein Hilferuf ist. Eine N'Zima-Frau hätte ihn einem Europäer zugerufen und dieser gedacht, es sei der Name des Ortes. Die zweite These geht auf die Sprache der Abouré zurück. Aus dem Wort Alsam (Abouré für: Abenddämmerung) entwickelte sich durch linguistische Bequemlichkeit Abassam und später Bassam. Niangoran Bouah tendiert dazu, der zweiten These höhere Wahrscheinlichkeit zuzugestehen.

### Spätmittelalter
Ab 1470 knüpften die Europäer ersten Kontakt mit den Bevölkerungen des Litorals der Elfenbeinküste. 1469 landete Soeiro da Costa, ein portugiesischer Seefahrer, als erster bekannter Europäer im Gebiet von Grand-Bassam, bevor er in Richtung Elmina an der Goldküste (heute Ghana) weiterreiste. Zwischen 1470 und 1471 legten João de Santarém und Pêro Escobar zum ersten Mal an der Elfenbeinküste an. Ivorische Städtenamen wie Sassandra, San-Pédro oder Fresco erinnern noch heute daran.

### Besiedlung
Die Menschenjagden im Rahmen des Sklavenhandels in der Goldküste führten im 17. Jahrhundert zu einer Migrationsbewegung ins Gebiet der Elfenbeinküste. Abouré siedelten sich in der Umgebung des Flusses Bia und bis zur Aby-Lagune an. Dabei gründeten sie die Dörfer Dibi, Aboisso, Wessebo und Ahakro, die erste Hauptstadt des Königreichs, das König Aka Ahoba, der Führer der Abouré-Migration, begründet hatte.
Die Agni-Brafé, Gründer des Königreichs Sanwi, eroberten im 18. Jahrhundert das Gebiet der Abouré. Diese zogen sich von der Bia zurück in ihren derzeitigen Lebensraum im Südosten des Küstengebietes. Dort teilen sie sich in drei Gruppen auf: die Ehe des Dorfes Moossou, die Ehive der Bonoua-Dörfer und die Odjowo und Ossouen (oder Eblapoue) des Dorfes Ebrah. Gemäß allen Quellen stammen die Abouré, eine Untergruppe der Aschanti, ursprünglich aus der Goldküste.
Später, um 1840, stießen, ebenfalls aus dem heutigen Ghana, die N'Zima zu ihnen. Aus der gleichen Ursprungsregion stammen, knüpften sie Eheallianzen. Die N'Zima (oder Appolien) besiedelten die Gebiete der heutigen Stadtquartiere Petit Paris, France und Azuretti. Auch heute noch besteht die einheimische Bevölkerung Grand-Bassams aus Abouré und N'Zima. Sie hatten als erste Kontakt zu den Europäern.
Einige Jahre später siedelten Ehotilé auf der Insel von Vitré und teilten sich in zwei Gruppen, welche die Dörfer Vitré 1 und Vitré 2 besiedelten.

### Frühe Kolonialzeit

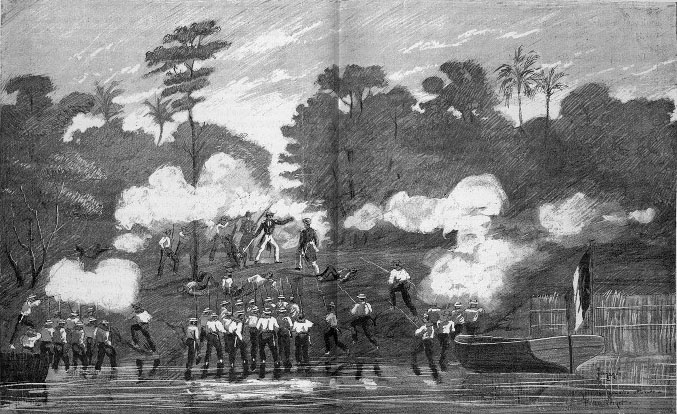
Kommandant E. Bouët-Willaumez greift Aufständische bei Grand-Bassam (Westafrika) an, Gravur von 1890

Das Gebiet von Grand-Bassam wurde gemäß einigen Quellen vom französischen Forscher Marcel Treich-Laplène entdeckt. Andere schreiben, Treich-Laplène sei erst 1883 hierher gekommen, als das Fort Nemours bereits seit Jahrzehnten bestanden hat und unter dem Kommando von Arthur Verdier stand.
Nachdem am 9. Februar 1842 zwischen einem einflussreichen Abouré namens Attekebele, genannt König Peter und Leutnant de Vaisseau Kerhallet ein Vertrag abgeschlossen worden war, konnte durch Admiral Méquet die Stadt Grand-Bassam für die Franzosen gegründet werden. Sie wurde 1893 Hauptstadt der Kolonie Elfenbeinküste mit Louis-Gustave Binger als erstem Gouverneur. Es handelt sich um die erste Präfektur der französischen Kolonie. Als 1896 eine Gelbfieber-Epidemie ausbrach, veranlasste Binger die Verlegung der Kolonialverwaltung weiter westlich ins heutige Bingerville.

### Seefahrt und Hafen

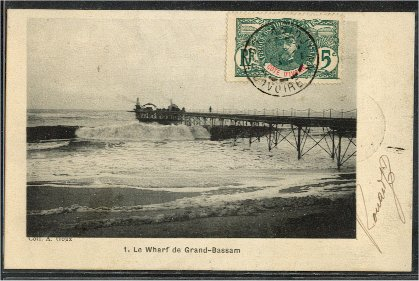
Die Landungsbrücke zur Jahrhundertwende auf einer 1907 versandten Postkarte zeigt die heftige Brandung, welche ein Anlegen der Schiffe am Ufer unmöglich macht.

Die Landungsbrücke (le wharf) von Grand-Bassam war die erste Hafenanlage der Elfenbeinküste. Mit ihrem Bau wurde 1897 begonnen. Die rund zweihundert Meter lange Brücke überwand die Brandung und erlaubte es den Schiffen, sicher anzulegen. Als 1923 eine zweite Landungsbrücke dem Verkehr übergeben werden konnte, geschah dies gerade zur rechten Zeit, denn die alte versank in einem Sturm in den Wellen. Ein Jahr zuvor waren 76.000 Tonnen Waren umgeladen worden. Auch in den kommenden zehn Jahren blieb dies der einzige Tiefseehafen der Kolonie, welcher seine Kapazitätsgrenze im Jahre 1929 mit 172.000 Tonnen Umschlag erreichte. Die Kapazität wurde durch die im gleichen Jahre erbaute, aber erst 1931 in Betrieb genommene Landungsbrücke in Port-Bouët schließlich verdoppelt. Grand-Bassam blieb jedoch eine wichtige Hafenstadt, bevor 1950 der Tiefseehafen von Abidjan eröffnet wurde. Überreste der Landungsbrücke von 1923 gelten heute noch als Sehenswürdigkeit.
Der Leuchtturm der Stadt wurde 1915 erbaut, andere Quellen nennen ein Jahr früher als Baujahr. Er weist eine Höhe von vierundzwanzig Metern auf und besteht aus mit Kalk verputztem und weiß gestrichenem Blockmauerwerk, das von einer Galerie und der Laterne abgeschlossen wird. Offensichtlich ist der Verputz zwischenzeitlich an den meisten Stellen abgefallen. Letzte Nachweise über den Betrieb stammen aus dem Zweiten Weltkrieg. Danach war das Leuchtfeuer anscheinend von den 1950er-Jahren bis zu den 1970er-Jahren außer Betrieb. Der Turm steht auf einem Landstreifen zwischen dem Atlantischen Ozean und der Ouladine-Lagune. Die Fokalfläche beträgt 32 Meter und das Licht leuchtet alle fünf Sekunden auf. Der Standort des Turmes ist zugänglich, der Turm selbst jedoch nicht.
Heute ist die Stadt ein Touristenort und Sitz des Bischofs von Grand-Bassam, einer der beiden Suffragandiözesen des Erzbistums Abidjan mit der Cathédrale Sacré-Cœur de Grand-Bassam von 1910.

### Terroranschläge im März 2016
Bei Anschlägen am 13. März 2016 erschossen Terroristen der al-Qaida im Maghreb am Strand und in Strandnähe 14 Touristen.

## Sehenswürdigkeiten
Die historische Altstadt von Grand-Bassam wurde 2012 in die UNESCO-Welterbeliste aufgenommen als herausragendes Beispiel einer Kolonialstadt des späten 19. und frühen 20. Jahrhunderts mit für spezielle Belange geplanten Stadtvierteln, so etwa für Handel, Verwaltung und getrennten Wohnvierteln für Afrikaner und Europäer, basierend auf Prinzipien des Funktionalismus und der Hygiene unter Berücksichtigung der klimatischen Gegebenheiten. Die Gebäude sind in teils schlechtem Zustand und von weiterem Verfall bedroht. Zum Bereich des Welterbes gehört das Fischerdorf N’zima.
Zu den herausragenden Gebäuden zählen die Offiziersmesse, der Gouverneurspalast, der Justizpalast von 1911, das Hôtel des Postes et Douane, der bauliche Komplex der katholischen Kirche und das Maison Ganamet.

## Sport
Der Verein Moossou FC spielt zur Saison 2015/16 in der höchsten ivorischen Spielklasse, ein weiterer Verein ist USC Bassam. Beide Vereine tragen ihre Spiele im 3000 Zuschauer fassenden stade municipal de Bassam aus.

## Persönlichkeiten
- John William (* 1922), franco-ivorischer Sänger
- Barthélémy Kotchy (1934–2019), Politiker und Autor
- Georges Ouégnin (* 1934), Botschafter und ehemaliger Chef des Protokolls von Félix Houphouët-Boigny und Henri Konan Bédié
- Christine Adjobi (* 1949), Politikerin
- Simone Gbagbo (* 1949), Politikerin
- Lotti Latrous (* 1953), Schweizer Entwicklungshelferin, die hier humanitäre Zentren aufgebaut hat
- Kodjo Michel (* 1953), Maler
- Meiway (* 1962), Sänger
- Betika (* 1966), Sängerin
- Eugène Dadi (* 1973), Fußballspieler
- Cédric Marshall Kissy (* 1988), Dichter
- Moryké Fofana (* 1991), Fußballspieler
- Amon Elloh (* 1994), Fußballspielerin
- Souleymane Koné (* 1996), Fußballspieler